# Skidträsket (Arvidsjaurs socken, Lappland, 727647-169629)
Skidträsket är en sjö i Arvidsjaurs kommun i Lappland och ingår i Åbyälvens huvudavrinningsområde. Sjön har en area på 0,0561 kvadratkilometer och ligger 355,2 meter över havet.

## Delavrinningsområde
Skidträsket ingår i det delavrinningsområde (727618-169580) som SMHI kallar för Namn saknas. Medelhöjden är 393 meter över havet och ytan är 2,78 kvadratkilometer. Det finns inga avrinningsområden uppströms utan avrinningsområdet är högsta punkten. Vattendraget som avvattnar avrinningsområdet har biflödesordning 2, vilket innebär att vattnet flödar genom totalt 2 vattendrag innan det når havet efter 111 kilometer. Avrinningsområdet består mestadels av skog (96 procent). Avrinningsområdet har 0,06 kvadratkilometer vattenytor vilket ger det en sjöprocent på 2 procent.